# Loža "Quatuor Coronati"
Loža "Quatuor Coronati" br. 2076 (engl. Quatuor Coronati Lodge No. 2076) je engleska masonska loža sa sjedištem u Londonu. Osnovala ju je 1886. godine Ujedinjena velika loža Engleske (UGLE) i prva je istraživačka loža u povijesti.

## Naziv lože
Ova loža nosi naziv po Četvorici Svetih Okrunjenika (lati. Sancti Quatuor Coronati).

## Povijest
Devetorica slobodnih zidara (Sir Charles Warren, William Harry Rylands, Robert Freke Gould, Adolphus F. A. Woodford, Sir Walter Besant, John Paul Rylands, Sisson Cooper Pratt, William James Hughan i George William Speth), nezadovoljnih načinom na koji je povijest slobodnog zidarstva izlagana u prošlosti, dobili su 28. studenoga 1884. godine ovlašćenje za osnivanje lože. Zbog odsutnosti Sir Charlesa Warrena, koji je bio u diplomatskoj misiji u južnoj Africi, loža je službeno konstituirana tek dvije godine kasnije, 12. siječnja 1886. godine u Londonu. Inzistirali su na pristupu proučavanja slobodnozidarske povijesti utemeljenoj na dokazima. Kao takav, njihov je pristup bio nov i neobičan, a namjeravali su da rezultati "zamijene maštovite spise ranijih autora o povijesti slobodnog zidarstva." Ovim je započelo ono što se danas naziva "izvorna škola" slobodnozidarskog istraživanja.

## Ustroj
Loža ima tromjesečne sastanke u Freemasons' Hallu u Londonu. Loža objavljuje godišnju publikaciju pod nazivom Ars Quatuor Coronatorum i održava Quatuor Coronati Correspondence Circle (QCCC) kako bi omogućila sudjelovanje članova iz cijelog svijeta.

## Istoimene lože u drugim državama
Sljedeće regularne velike lože imaju pod svojom zaštitom Ložu "Quatuor Coronati":
- Velika loža Austrije – Loža u Beču
- Velika loža Bosne i Hercegovine – Loža br. 7, Sarajevo
- Ujedinjena velika loža Bugarske – Loža br. 40 (buga. Ложа "Куатуор Коронати"), Sofija
- Velika loža Češke – Loža br. 9, Prag[4]
- Velika loža Hrvatske – Loža br. 7, Zagreb
- Regularna velika loža Italije – Loža br. 112
- Veliki orijent Italije ima pet loža istog naziva: 
  - Loža br. 1166, Perugia;
  - Loža br. 1304, Rende, Kalabrija;
  - Loža br. 1365, Cagliari;
  - Loža br. 1422, Como;
  - Loža br. 1459, Napulj.
- Simbolička velika loža Mađarske – Loža br. ?, Budimpešta[5]
- Velika loža Makedonije – Loža br. 7, Skoplje[6]
- Suverena velika loža Malte – Loža br. 16
- Ujedinjene velike lože Njemačke – Loža br. 808, Bayreuth
- Velika loža Rusije – Loža br. 8 (rusk. Ложа "Четверо Коронованных"), Moskva
- Velika loža Slovačke – Loža br. 5, Bratislava
- Velika loža Slovenije – Loža br. 8, Ljubljana
- Regularna velika loža Srbije – Loža br. 33, Novi Sad
- Velika loža Španjolske – Loža br. 18, Barcelona

Sljedeće tradicionalne velike lože imaju pod svojom zaštitom Ložu "Quatuor Coronati":
- Velika nacionalna loža Srbije – Loža br. 56, Beograd

## Vanjske poveznice
- Službena stranica
- Facebook stranica